# Messegelände Zürich
Das Messegelände Zürich, meist Messe Zürich oder Messezentrum Zürich, befindet sich in Zürich-Oerlikon. Es wird seit 2001 von der MCH Group betrieben.

## Geschichte
Die erste Züspa der Genossenschaft Zürcher Spezialausstellungen fand 1949 im Hallenstadion statt. 1961 wurde die erste Messehalle gebaut. Das Messegelände wurde stetig mit zusätzlichen Hallen ergänzt. 1985 lehnte das Stimmvolk den Ausbau des Geländes mit Geldern aus der öffentlichen Hand und die Beteiligung an den Betriebskosten ab, worauf die Genossenschaft den weiteren Ausbau selbst an die Hand nahm.
1998 wurden ein neues kompaktes Messegebäude neben dem Hallenstadion in Betrieb genommen. Es bietet auf dem Erdgeschoss, den drei Obergeschossen und einem Untergeschoss insgesamt 30'000 m² Ausstellungsfläche. Zum Messezentrum gehört ein eigenes Parkhaus, das Parkhaus Messe Zürich mit 2000 Parkplätzen. Das Messegelände ist von dort in zwei Minuten zu Fuss zu erreichen, wobei der Fussweg unter der Bahnstrecke Zürich–Winterthur hindurchführt. Grosse Messen nutzen zusätzlich zum Messezentrum auch das Hallenstadion und das Theater 11 als Ausstellungsfläche.  

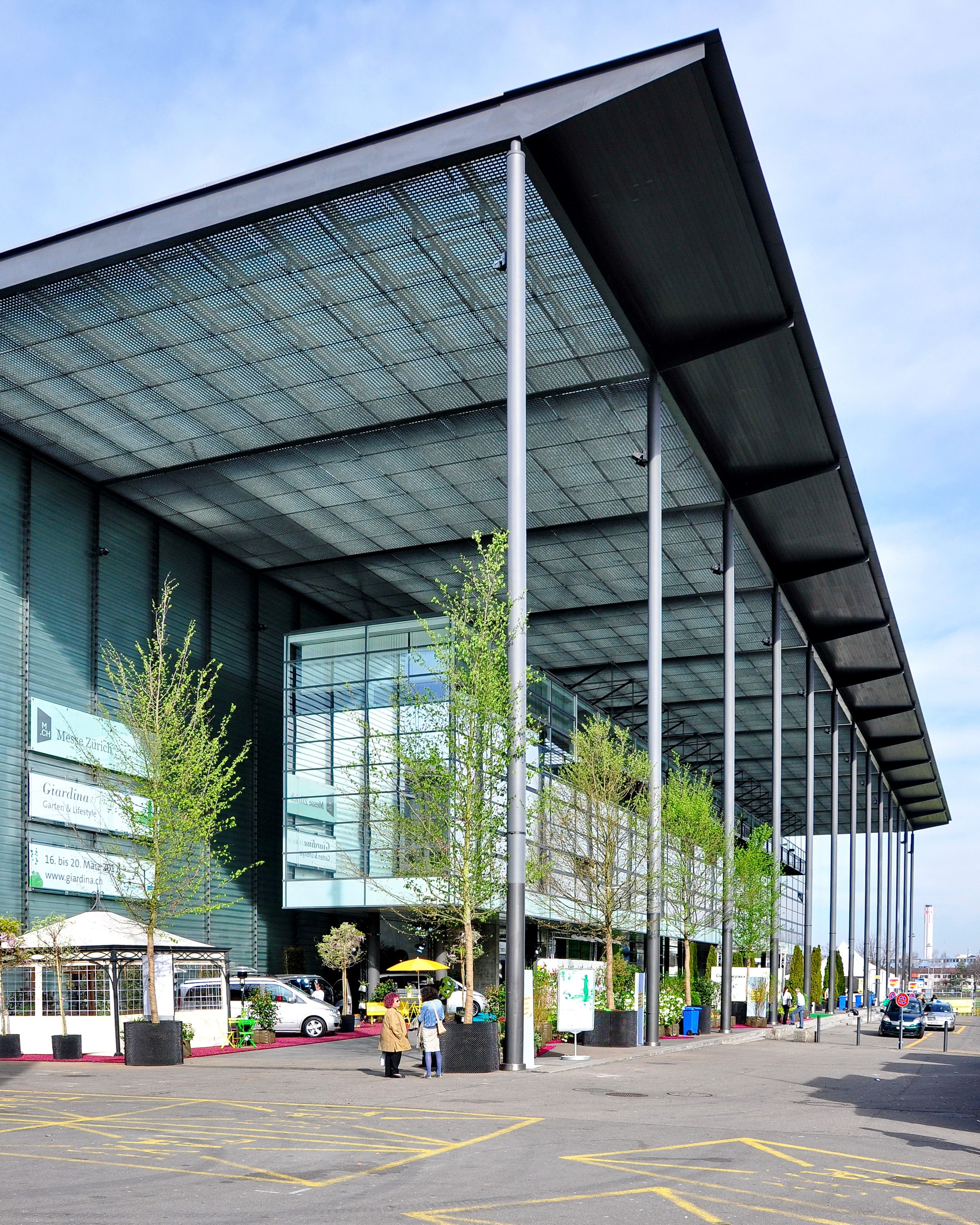
1998 eröffnetes Messezentrum
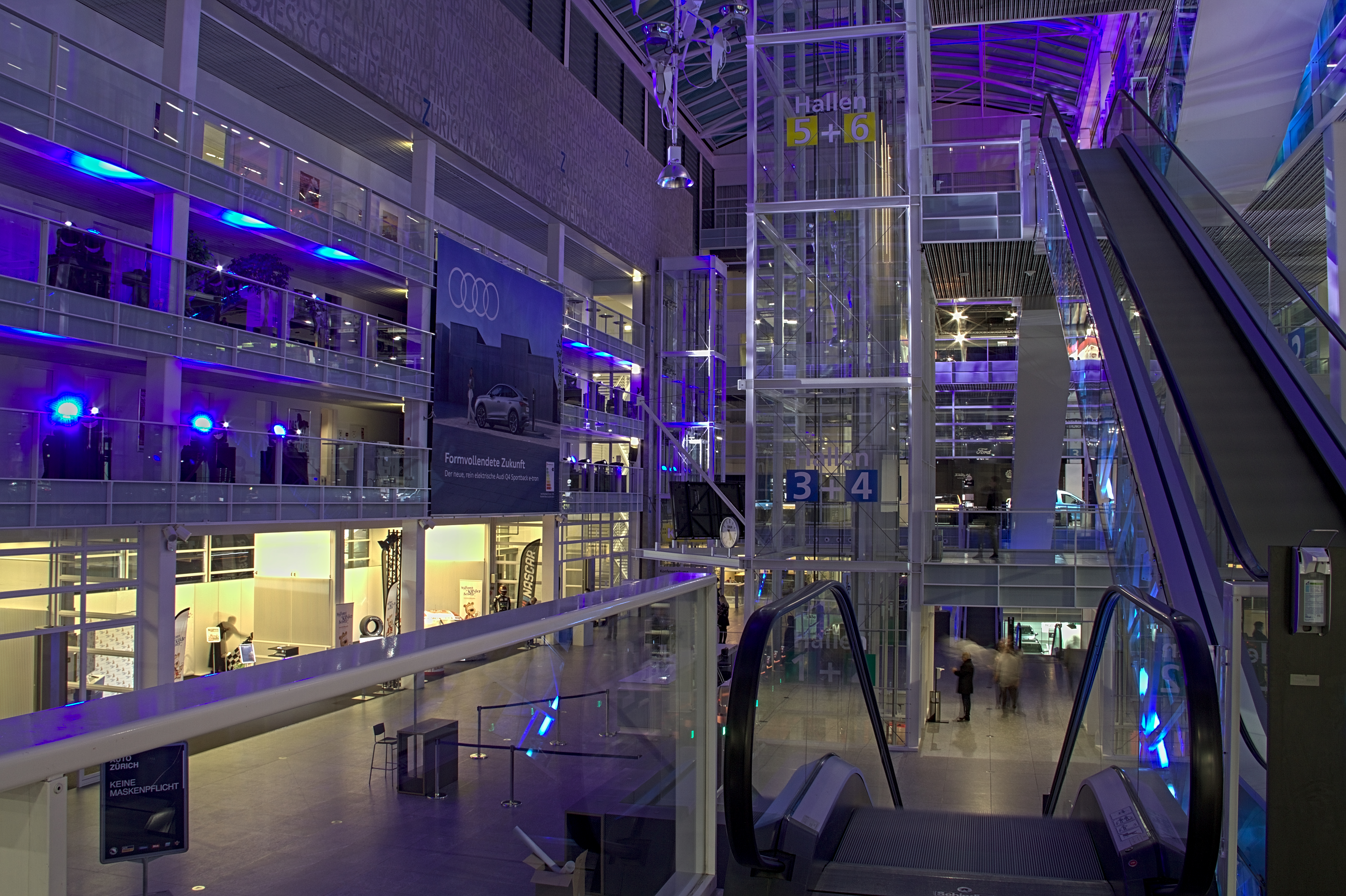
Eingangshalle